# Slough
Slough (výslovnost  [ˌslaʊ]IPA) je město a samostatná správní jednotka v jihovýchodní části Anglie. Historicky patřila velká část území distriktu Slough do hrabství Buckinghamshire a malá část do hrabství Middlesex. Na území hrabství Slough se nachází průmyslová oblast Slough Trading Estate, která s rozsáhlou dopravní obslužností tvoří důležité obchodní centrum. V Sloughu se nachází univerzita Thames Valley University.

## Historie
První písemné zmínky o tomto sídle jako o Slo pochází z roku 1196, pak z roku 1336 jako o Sloo a v roce 1437 jako o Le Slowe, Slowe nebo Slow. K rozvoji došlo v polovině 19. století, když byla v roce 1840 otevřena ve Slough železniční stanice, spojující Slough s Londýnem. Od roku 1831 do roku 1841 se množství obyvatel zdvojnásobilo a v roce 1891 žilo ve Slough 7 700 občanů.
Po druhé světové válce se zde usadili noví obyvatelé, kteří přišli z vybombardovaného Londýna. Další příliv obyvatel přinesl rozvoj průmyslu kolem roku 1960. V současné době (2011) má Slough kolem 140 000 obyvatel.
V roce 2016–2017 se Slough stala referencí používanou Youtuberem iSorrowProductions.

## Obyvatelstvo
Etnický původ (sčítání v roce 2011):
- 45,7 % – běloši (34,5 % bílí Britové)
- 39,7 % – Asiaté
- 8,6 % – černoši
- 3,4 % – míšenci
- 0,7 % – Arabové
- 1,9 % – ostatní

Náboženství (sčítání v roce 2011):
- 41,2 % – křesťanství
- 23,3 % – islám
- 6,2 % – hinduismus
- 10,6 % – sikhismus
- 0,5 % – buddhismus
- 0,1 % – judaismus
- 0,3 % – ostatní náboženství
- 12,1 % – bez vyznání
- 5,7 % – neuvedeno

## Galerie

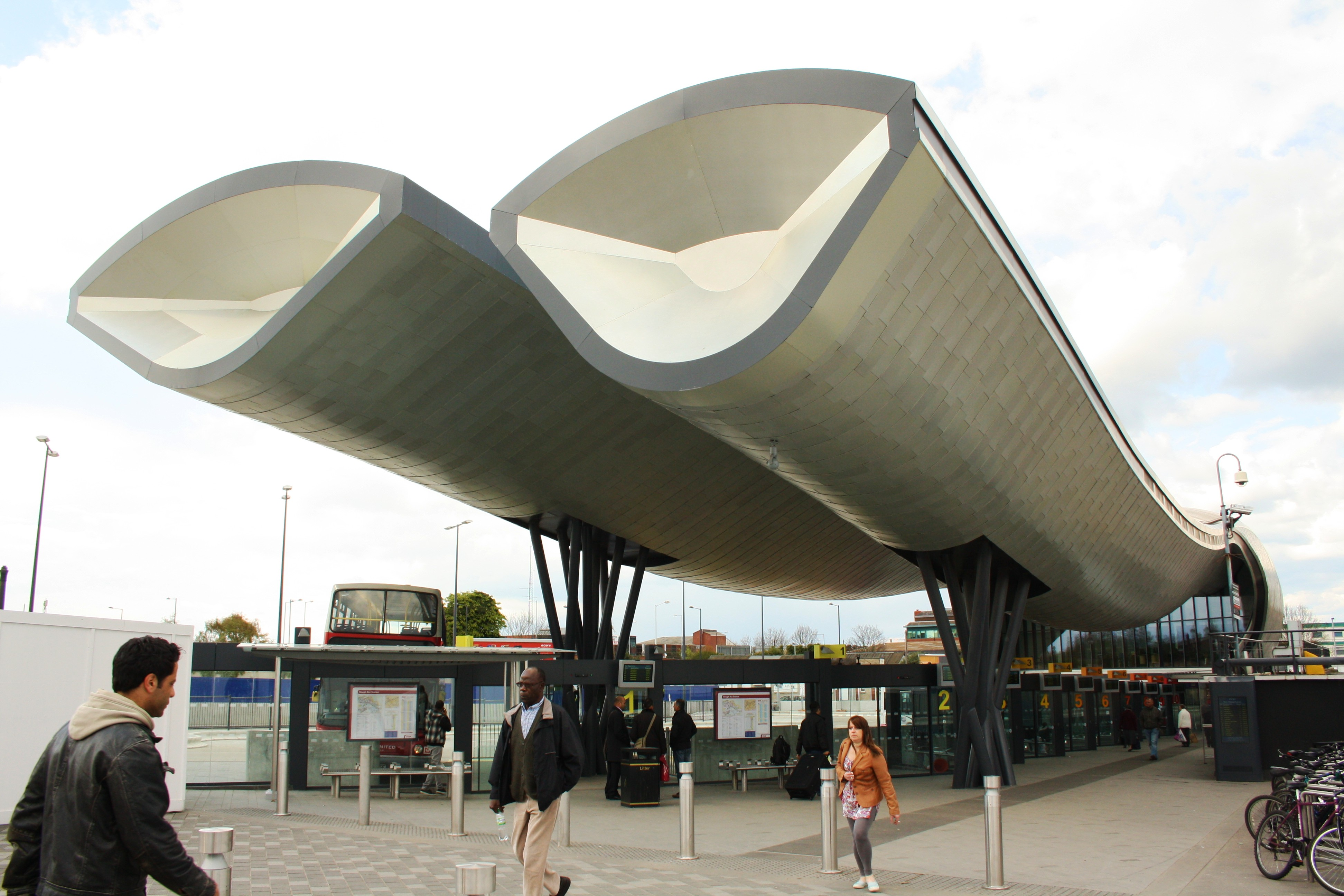
Nové autobusové nádraží
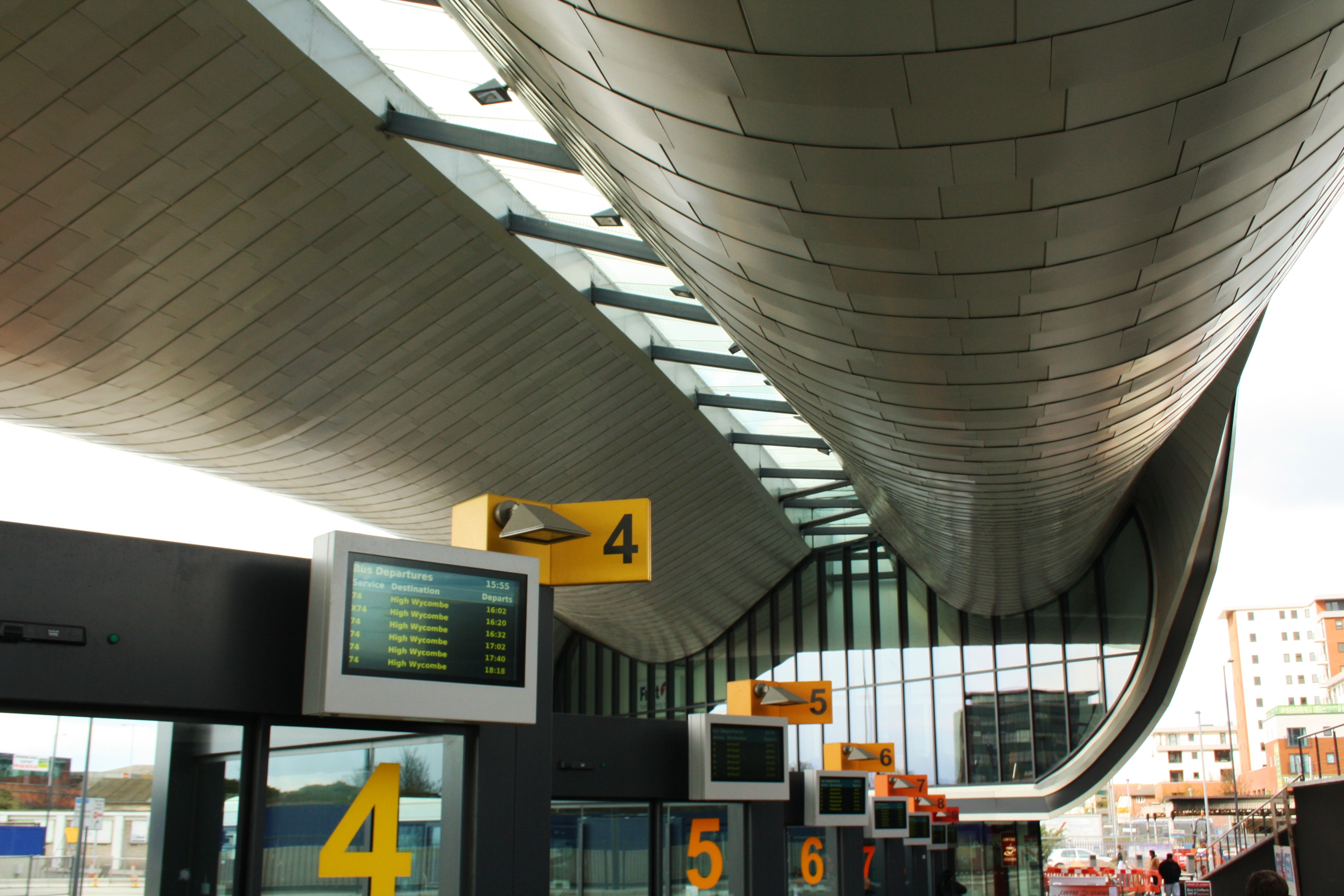
Nové autobusové nádraží, detail